# 程文 (成化河南進士)
程文（1459年—？），字載道，河南汝寧府信陽州確山縣人，民籍，明朝政治人物。

## 生平
河南鄉試第四名舉人。成化十七年（1481年）中式辛丑科會試第二百二十二名，三甲第三十八名進士。授舒城县知县。

## 家族
曾祖程亮；祖父程浩；父程齊，稅課司大使。母田氏。具慶下。